# Альмквист, Пелле
Пер Альмквист (швед. Per Almqvist), более известный как Хоулин Пелле Альмквист (англ. Howlin' Pelle Almqvist, родился 29 мая 1978 в Фагерсте) — шведский певец, фронтмен группы The Hives.

## Биография

### Музыкальная карьера
Уроженец города Фагерста, Пер со своим братом Никласом сформировал в 1993 году группу: согласно легенде, его и ещё четверых человек на прослушивание пригласил некий Рэнди Фитцсиммонс (его личность не раскрыта и по сей день), ставший менеджером группы.
Пер известен благодаря своему поведению во время концертов: он зачастую карабкается по лестницам, выкрикивает во время исполнения песен нелепые и даже забавные фразы и вообще активно общается со зрителями, благодаря чему вошёл в список 50 величайших фронтменов рок-групп по версии журнала Spin.
Также Пер совместно работал с Андерсом Вендином, руководителем сольного проекта Moneybrother, исполнив на шведском языке песню «Freeze Up» группы Operation Ivy (песня получила название «Jag skriver inte på nåt»), а также участвовал в записи сингла DJ Duo Punks Jump Up «Dance to our Disco». Умеет играть на бас-гитаре и гитаре.

### Личная жизнь
Пер встречался с Марией Андерсон, певицей из группы Sahara Hotnights, но в 2006 году они расстались. В настоящий момент его спутницей жизни является Катрин Нильссон.
В январе 2007 года Пер был ведущим церемонии вручения премии P3 Guld.

## Дискография
- Barely Legal (1997)
- Veni Vidi Vicious (2000)
- Tyrannosaurus Hives (2004)
- The Black and White Album (2007)
- Lex Hives (2012)